# Zufällige Abweichung
In der Technik, den Natur- und anderen Wissenschaften ist bekannt, dass sich Messwerte bei wiederholten Messungen trotz gleicher Bedingungen häufig unterschiedlich ergeben. Als zufällige Abweichungen oder Zufallsfehler werden die Abweichungen der Messwerte von ihrem Mittelwert bezeichnet (streng nach DIN 1319-1 die Abweichungen vom Erwartungswert als dem Grenzwert des Mittelwertes nach unendlich vielen Messwerten). Zufällige Abweichungen streuen in Betrag und Vorzeichen.
Die Alternative sind Abweichungen, die sich bei wiederholten Messungen stets wieder gleich ergeben. Sie werden als systematische Abweichungen bezeichnet.
Die Abweichung eines Messwertes vom wahren Wert wird als Messabweichung bezeichnet. Sie setzt sich additiv aus einer systematischen und einer zufälligen Komponente zusammen.
- Die systematische Komponente lässt sich im Prinzip durch Erkundung ihrer Ursachen und deren (konstanter) Einflüsse (z. B. Temperatureinfluss, Schaltungseinfluss) erfassen.
- Die zufällige Komponente lässt sich mit statistischen Methoden (vorzugsweise Fehlerrechnung) rechnerisch aus einer genügend großen Anzahl von Einzelmesswerten abschätzen.

In der Regel nähert sich mit einer steigenden Anzahl von Messwerten deren Mittelwert dem Erwartungswert an; die zufällige Abweichung des Mittelwertes nähert sich zugleich der Null an. Mathematisch ergibt sich die Konvergenz aus dem Gesetz der großen Zahlen.
Durch Berichtigung des Mittelwerts um die systematischen Abweichungen erhält man die bestmögliche Annäherung an den wahren Wert.
Nach DIN 1319-1 kommen als Ursachen zufälliger Messabweichungen in der Regel vor:
- Nicht beherrschbare Einflüsse der Messgeräte,
- Nicht beherrschbare Einflüsse aus der Umgebung,
- Nicht beherrschbare Änderungen des Wertes der Messgröße,
- Nicht einseitig gerichtete Einflüsse des Beobachters (z. B. bei der Ablesung einer Skale).

Bestimmt man aus den Messwerten den Mittelwert {\displaystyle {\bar {x}}} und dessen Unsicherheit {\displaystyle \,u}, dann wird bei Abwesenheit systematischer Abweichungen der wahre Wert {\displaystyle \,x_{w}} mit einer gewissen statistischen Sicherheit vermutet in
{\displaystyle {\bar {x}}-u\ \leq x_{w}\ \leq {\bar {x}}+u}     abgekürzt zu     {\displaystyle x_{w}={\bar {x}}\pm u.}
Diese Schreibweise mit ± darf nicht zu Verwechselungen mit unbekannten systematischen Messgeräteabweichungen führen, für die man in der praktischen Messtechnik eine Fehlergrenze G angibt, so dass bei einem abgelesenen Wert {\displaystyle \,x_{a}} in derselben Schreibweise gilt
{\displaystyle x_{a}-G\leq x_{w}\leq x_{a}+G}     abgekürzt zu     {\displaystyle \!\,x_{w}=x_{a}\pm G.}
Bei Messgeräteabweichungen kann man gemäß DIN 1319-1 davon ausgehen, dass der Betrag der zufälligen Abweichung wesentlich kleiner ist als die Fehlergrenze (anderenfalls ist auch die zufällige Abweichung bei der Festlegung der Fehlergrenze zu berücksichtigen). Bei Messwerten, deren Qualität von den Fehlergrenzen der Messgeräte bestimmt wird, ist die Untersuchung zufälliger Abweichungen somit nicht sinnvoll.